# Sarrusofon

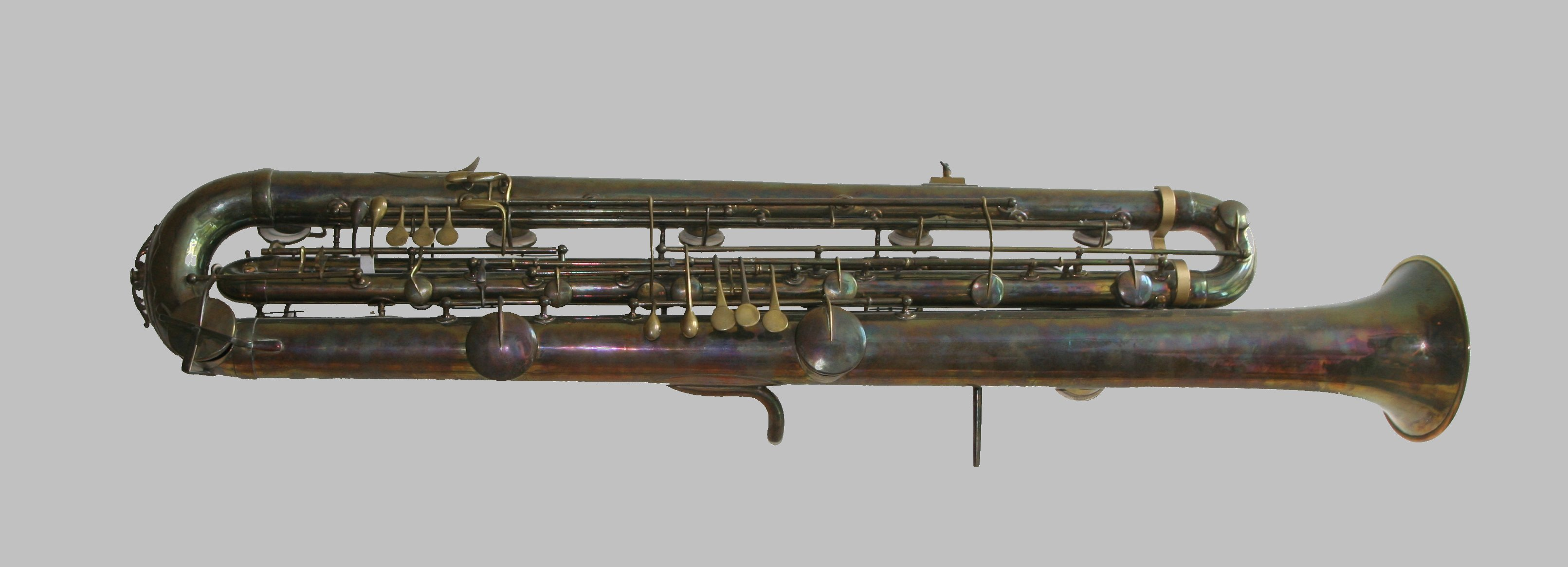
Sarrusofon

Sarrusofon (sarrusophone) är ett musikinstrument tillhörande saxofon-familjen. Namnet valt för att hedra den franske bandledaren Pierre Auguste Sarrus (1813–1876) som var den som inspirerade till konstruktionen. Instrumentet, som liknar tubax, fick franskt patent 1856 med nummer 28034.
Ursprungligen spelades sarrusofonen med dubbelrör och visar då släktskap med oboefamiljen. Användningen var främst i militärorkestrar som en tonstarkare ersättning för oboe, som i tonstyrka har svårt att hävda sig bland bleckblåsinstrument. Numera har användning av sarrusofon så gott som helt upphört.
En udda skivinspelning på sarrusofon är Mandy, Make Up Your Mind med Clarence Williams' Blue Five från 1924, där Sidney Bechet – vanligtvis sopransaxofonist – tar det troligen första och enda jazzsolot på skiva med detta instrument.